# Fischerei

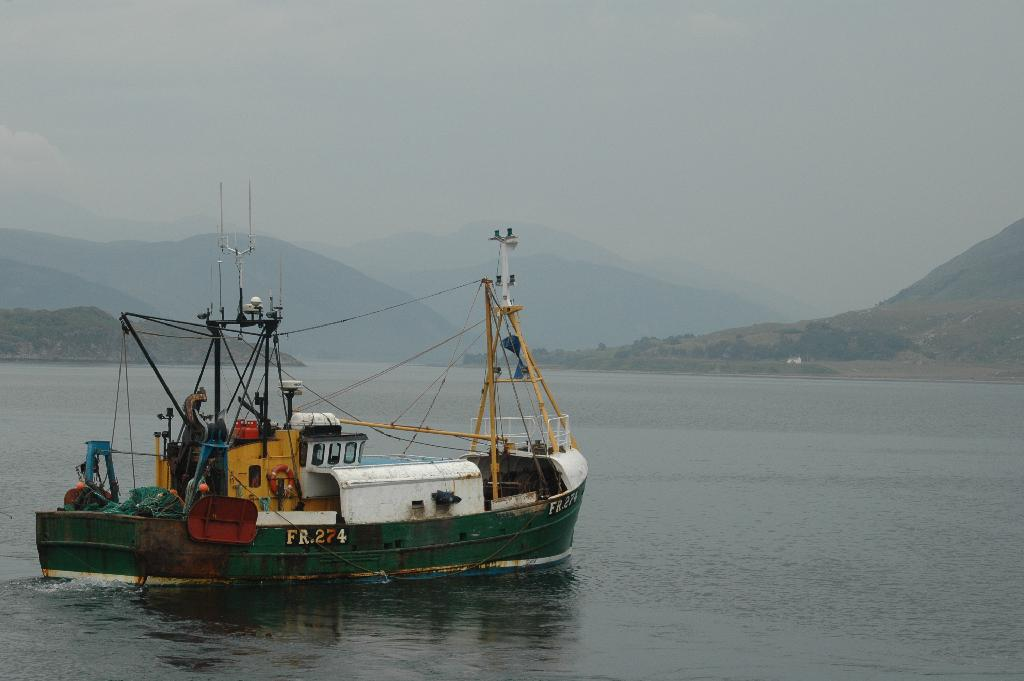
Trawler in Schottland

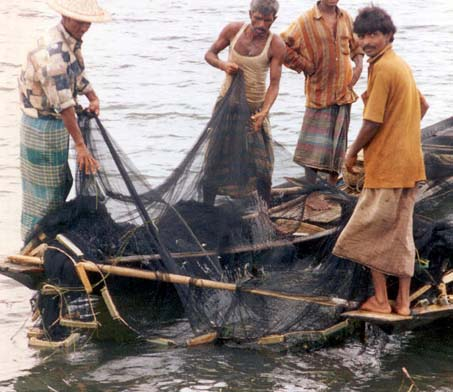
Fischer in Bangladesch

Die Fischerei (oder Fischereigewerbe, Fischwirtschaft) ist ein zur Urproduktion gehörender Wirtschaftssektor, der sich mit Fischfang, Fischzucht und der Nutzung anderer Wassertiere zur Weiterverarbeitung zwecks Nahrungsmittelproduktion befasst. Der traditionelle Beruf ist der Fischer, die modernen Ausbildungszweige beschreibt der Artikel Fischwirt.
Der Anteil des weltweit gefangenen Fischs, der zu Futtermitteln für andere Tiere weiter verarbeitet wird, wurde 2023 mit einem Drittel beziffert.
Dieser Artikel befasst sich in erster Linie mit der Seefischerei (Hochseefischerei und Küstenfischerei), aber auch die Binnenfischerei (dazu zählen vor allem die Fischerei in Flüssen und Seen sowie die Teichwirtschaft) und das Angeln sind Teilgebiete der Fischerei. Die Aquakultur, das Züchten von Wasserlebewesen, ist eine Sonderform der Fischerei. Fischfang und Fischzucht machen den größten Teil der Fischerei aus; ihr Agrarprodukt sind Speisefische und Schalentiere. Zur Fischerei zählt außerdem der Fang und die Zucht von wirbellosen Meerestieren, darunter Muscheln, Krabben, Garnelen und andere Krebstiere. Walfang wird heute nur noch in geringem Ausmaß betrieben.
Von großer Bedeutung für eine nachhaltige Fischerei ist eine verlässliche und langfristig angelegte Fischereiforschung, wie sie in Deutschland z. B. von der Bundesforschungsanstalt für Fischerei betrieben wird, die die Grundlage für ein langfristiges Fischereimanagement bildet. Nichtgewerbliche Fischerei, bei der biologische Meeresressourcen beispielsweise im Rahmen der Freizeitgestaltung, des Fremdenverkehrs oder des Sports ausgebeutet werden, wird als Freizeitfischerei bezeichnet.

## Tiergruppen in der Fischerei
Die Fischereiprodukte können allgemein wie folgt eingeteilt werden:
| Teilsektor | Produktgruppen        | Produkte                   |
| ---------- | --------------------- | -------------------------- |
| Fischerei  | Flussfische Seefische | Speisefische, Schalentiere |

Die Fischverarbeitung als Weiterverarbeitung auf der ersten Verarbeitungsstufe  gehört nach EU-Recht noch zur Fischerei. Die „erste Verarbeitungsstufe“ ist ein Rechtsbegriff nach Art. 38 Abs. 1 AEUV. Hierin ist vorgesehen, dass zur Fischerei auch die Fischprodukte der ersten Verarbeitungsstufe gehören.
Die Hauptanstrengungen der Seefischerei gelten einer relativ kleinen Zahl von Knochenfischfamilien wie den Heringen (Clupeidae) und den Dorschen (Gadidae), zu denen auch der Kabeljau zählt. Wirtschaftlich sehr wichtig sind auch die Makrelen und Thunfische (Scombridae).
Das Fleisch von Knorpelfischen wie Haien und Rochen, die als Nebenprodukt (Beifang) der Netz- und Angelfischerei anfallen, findet geteilten Zuspruch. Aus deren Leber, besonders von großen Arten (z. B. Grönlandhai) wird vitaminhaltiger Tran gewonnen. Die mit Placoidschuppen durchsetzte Haut findet zum Schleifen von Holz und zur Herstellung von Leder Verwendung, die Bauchlappen des Dornhais werden geräuchert und als Schillerlocken verkauft.
Auch der Fang von Meeressäugern (Walen) gehört zur Fischerei. Walfang wird heute jedoch nur noch von wenigen Ländern betrieben.
Gefangen werden auch wirbellose Tiere wie Weichtiere (Mollusca) und Krebstiere (Crustacea), deren Anteil, soweit dieser statistisch überhaupt erfasst wird, im Vergleich zu den Fischen bescheiden aussieht. Unter den wirtschaftlich bedeutenden Mollusken herrschen die Muscheln wie Austern, Miesmuscheln und Kamm-Muscheln vor, die in gemäßigten Zonen auch bewirtschaftet werden. Die zahlreichen befischten Großkrebsarten wie Hummer, Langusten, Kaisergranat und Schmalhummer gelten alle als Delikatessen, ebenso Krabben und Garnelen (siehe dazu Krabbenfischerei).

## Geschichte
Das Sammeln maritimer Schalentiere ist bereits durch die paläolithischen Muschelhaufen, die Køkkenmøddinger, belegt. Die ersten bekannten Muschelhaufen, die auch Steinwerkzeuge enthielten, sind in der Höhle von Pinnacle Point am Indischen Ozean in Südafrika auf ein Alter von 164.000 Jahren datiert worden, ältere Funde stammen zum Beispiel aus Terra Amata bei Nizza und sind ca. 400.000 Jahre alt.
Vor 27.000 Jahren stand Fisch überraschenderweise nicht auf dem Speiseplan der eiszeitlichen Jäger und Sammler in Südeuropa. Sie ernährten sich auf der Iberischen Halbinsel im späten Gravettien stattdessen von Pflanzen und Landtieren wie Hasen, Rotwild oder Pferden. Dies stellte ein Forscherteam erstmals anhand einer Isotopenstudie an menschlichen Fossilien aus den Höhlen von Serinyà in Katalonien fest.
Fischereigeräte sind seit dem Altpaläolithikum bekannt. Der bislang älteste belegte Fischfang fand in Katanda am Fluss Semliki im Rift Valley in Zaire statt. Hier wurden neben Harpunen auch die Gräten eines zwei Meter langen Welsartigen gefunden, die auf ein Alter von 90.000 Jahren datiert sind. Im Mittelpaläolithikum lässt sich Fischfang selten nachweisen. In einer Höhle im Kaukasus machten Lachsreste etwa 75 % der rund 22.000 geborgenen Knochen aus. Eine Feuerstelle lässt auf menschliche Aktivität schließen. Vor 35.000–10.000 Jahren wurden Fischabbildungen in französischen Höhlen angefertigt. Es gab Fischereigeräte aus Knochen und Horn. Neben Forellen und Hechten wurden Lachse auf Fischwanderung (zum Beispiel Laichwanderung) gefangen. Sie konnten mit den Händen, mit Fischspeeren und Fischgabeln oder mit Netzen gefangen werden, besonders leicht beim Ziehen flussaufwärts.
2024 wurden mit Hilfe des Reflectance Transformation Imaging (RTI), einer bildgebenden Methode, auf den rund 15.800 Jahre alten Schieferplatten von Gönnersdorf detailreiche Gravierungen von Fischen sichtbar gemacht, die von gitterähnlichen Mustern überlagert sind. In der Zusammenfassung der Studie heißt es: „Der von FTI ermöglichte Analyseprozess hat eine komplexe Verbindung zwischen den Gittermustern und den Fischfiguren aufgedeckt und gezeigt, dass es sich um eine bewusste Kombination handelt, die den Einsatz von Fischernetzen darstellt.“
Deutliche Hinweise auf Fischfang mit Angelgeräten, Fischspeeren, Harpunen, Netzschwimmer, Netzsenker, Netzen und Stellzäunen erschienen ab der Mittelsteinzeit, in Nordeuropa bei der Ertebølle-Kultur, um 5100 bis 4100 v. Chr. Eine Fischreuse aus Haselruten in Südschweden stammt um 7000 v. Chr. Nun finden sich auch Hinweise auf Fischfang der von Booten aus betrieben wurde. Beleg dafür sind die Überreste von Fischarten, die nur im offenen Meer vorkommen. Am Ende der Jungsteinzeit existierten bereits die meisten der Fischereigeräte, die heute noch gebräuchlich sind.
In der Jerimalaihöhle in Osttimor fand man die Überreste von gefangenen Fischen, die bis zu 42.000 Jahre alt sind. Die Hälfte der Arten stammt von der Hochsee, so dass Menschen wohl schon damals die Fähigkeit besaßen fern der Küste auf Fischfang zu gehen. Zudem fand man die Bruchstücke des ältesten bekannten Angelhakens. Er wurde aus der Schale einer Meeresschnecke hergestellt und hat ein Alter zwischen 16.000 und 23.000 Jahre. Ihn verwendeten die Bewohner Jerimalais zum Fischfang in den Küstengewässern, die zu dieser Zeit durch die Bildung von Korallenriffen fischreicher geworden waren.
Das Recht auf Nutzung fließender Gewässer wurde schon während der Herrschaft der sächsischen Kaiser zwischen 919 und 1024 der Allgemeinheit entzogen. Im Mittelalter und in der Frühen Neuzeit wurden sogenannte „Fischbüchlein“ mit Anweisungen zum Fischfang verfasst und (beginnend 1493 mit Jakob Köbel in Heidelberg und Mathis oder Matthias Hupfuff (1497/98–1520) 1498 in Straßburg) bis ins 18. Jahrhundert immer wieder nachgedruckt. Diese, auch fischkundliche Inhalte aufweisende, Texte enthalten unter anderem Fischköder-Rezepte und Hinweise auf die günstigsten Fangzeiten (Jahreszeiten) für die verschiedenen Fischarten. Erste in Bayern handschriftlich verfasste „Fischordnungen“ („Vischordnungen“, die vor allem für die Donau und ihre Nebengewässer galten) wurden (erlassen von den Herzögen Albrecht und Georg) zwischen 1484 und 1500 veröffentlicht, gedruckte bayerische Fischordnungen erschienen in Libellform zwischen 1528 und 1616. Weitreichende Regularien sind insbesondere auch für die Teichwirtschaften in Böhmen (damalige Oberlausitz und die schlesische Bartsch-Niederung) und in Sachsen (Moritzburger Teiche) ab 1500 belegt. Seit 1502 ist ein sächsischer Landesfischmeister bekannt.

### Reuse
Die ältesten Anlagen (Geräte) zum Fischfang dürften Fischreusen gewesen sein, also Bauten, die Fische zunächst in ein Bassin leiten, ihnen dann aber den Rückweg erschweren oder gänzlich versperren. Die Reste 9000 Jahre alter Haselruten von Reusen wurden im Meer an der Mündung des Flüsschens Verkeån in der Provinz Schonen (Skåne) in Südschweden gefunden.

### Fischspeer
Fischspeere wurden seit dem Paläolithikum durch alle Phasen der Steinzeit verwendet. Verwendete Materialien waren Holz, Knochen, Geweih, Stein. Zum Binden der Spitze von Fischspeeren dienten Baumbaste und andere Pflanzenfasern. Beim Fischspeer sind die Spitze (oder Spitzen) fest mit dem Schaft verbunden. Mit dem Fischspeer (oder der Lyster) werden zumeist kleinere Fische vom Ufer oder Einbaum aus gestochen. Der Fisch wird dabei vom Speer durchbohrt und mittels Gaff geborgen. Speere mit Holzspitzen sind aus späteren Zeiten der Vorgeschichte erhalten. Die aus Knochen und Horn erstellten und daher besser erhaltenen Fischspeere des Paläolithikum erhielten im Laufe der Entwicklung ein bis zwei Widerhakenreihen. Die ältesten Spitzen waren einreihig mit Widerhaken versehen, so die mesolithischen Fischspeere von Glindenberg (Sachsen-Anhalt), manche waren auch glatt. Verbreitet waren einreihige Spitzen mit konvex-konkaven Zähnen, die bis zur Zeit der Glockenbecherkultur verwendet wurden. Mehrspitzige Speere hatten mit Bast am Schaft befestigte Spitzen. Der zweispitzige Lyster wurde in Deutschland in Rosenhof und Siggeneben in über hundert Exemplaren nachgewiesen. Der im Mesolithikum verbreitete Fischspeer wurde zum Aalfang verwendet. Bei der Trassenuntersuchung zum Fehmarnbelttunnel haben Archäologen Belege dafür gefunden, dass Steinzeitmenschen, ähnlich wie moderne Menschen, Aale mit Drei-Punkte-Stechern fingen.

### Harpunen
Bei der Harpune sind die Spitzen nur lose am Schaft befestigt. Harpunen wurden vor allem zur Fischerei auf Hecht und Wels eingesetzt. An der Küste jagte man damit auch Meeressäuger Robben oder Schweinswale. Die Schäfte werden zumeist spindelförmig gewesen sein, um gute Wurfeigenschaften zu besitzen. Die aus Knochen und Horn erstellten Harpunen des Paläolithikum erhielten im Laufe der Entwicklung ein bis zwei Widerhakenreihen. Von der Wucht des Wurfes hängt das ausreichend tiefe Eindringen der Spitze in das Beutetier ab. Dabei löst sich die Spitze vom Schaft. Die Verbindung zur Beute wird über eine Leine gehalten. Die Widerhaken sollten verhindern, dass die Spitze sich aus dem Fleisch des Tieres löst.

### Lyster

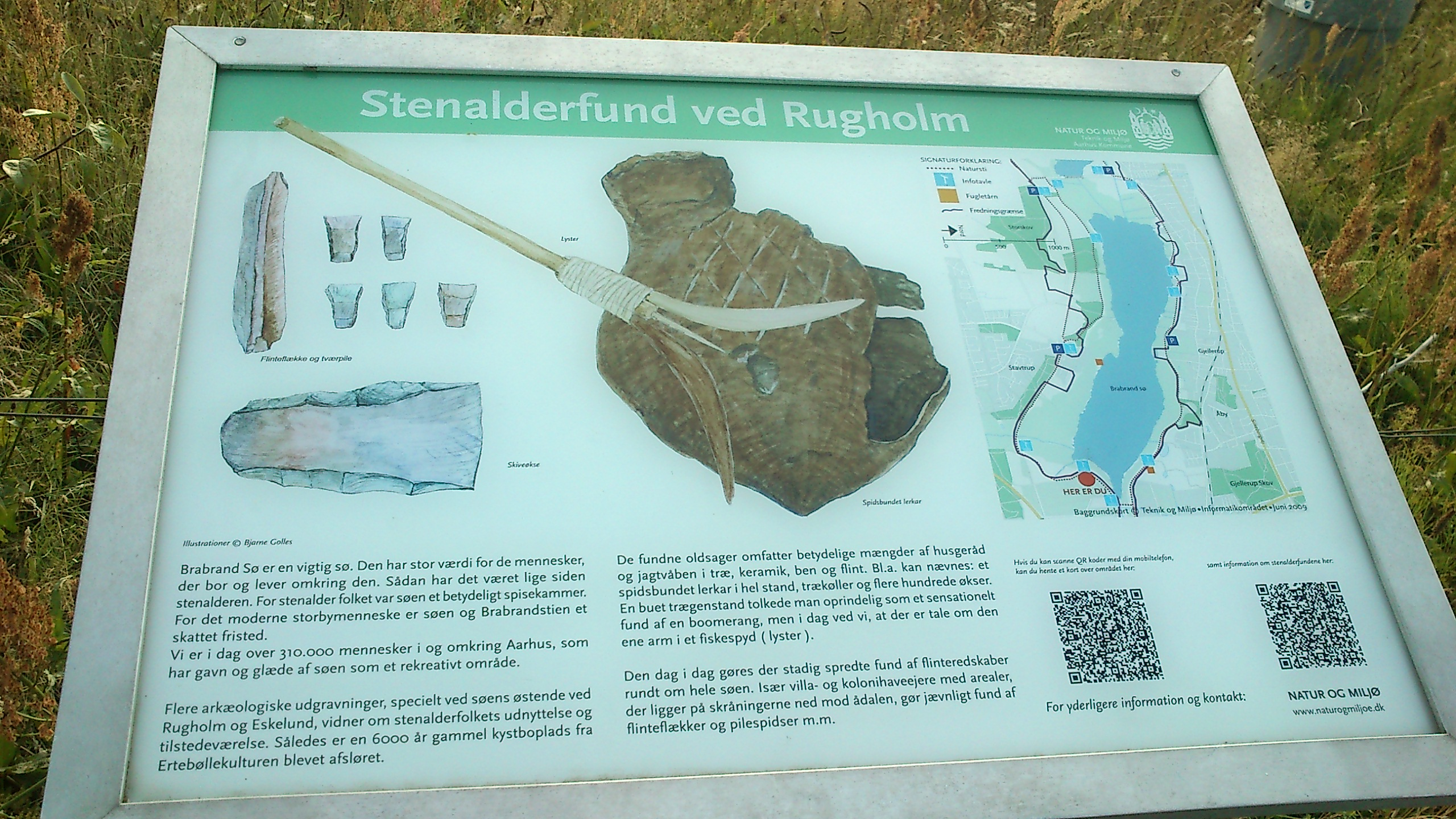
Fischspeer von Rugholm

Ein spezialisiertes Fanggerät war die Lyster oder Aalgabel, die an den beiden Fundorten (Rosenhof und Siggeneben) in Deutschland in über 100 erhaltenen Exemplaren nachgewiesen ist. Der im Mesolithikum verbreitete Fischspeer wurde zum Aalfang verwendet. Mit diesem Fanggerät ließen sich Aale vor allem in der Winterstarre erbeuten. Mit der Lyster wurde in den schlammigen Grund eines Gewässers gestochen, wobei Aale in die Aussparung zwischen den flexiblen Schalmen eingeklemmt oder aufgespießt wurden. Am Schaftende befestigt, befinden sich zwei hölzerne, auswärts gebogenen Schalmen genannte Spitzen aus Hartholz. Zwischen ihnen ist ein Dorn aus Knochen im Schaft befestigt. Die jüngste Lyster Norddeutschlands stammt aus Siggeneben im Kreis Ostholstein. Die Datierung dieses Fundes liegt bei 3200 v. Chr.

### Walfang

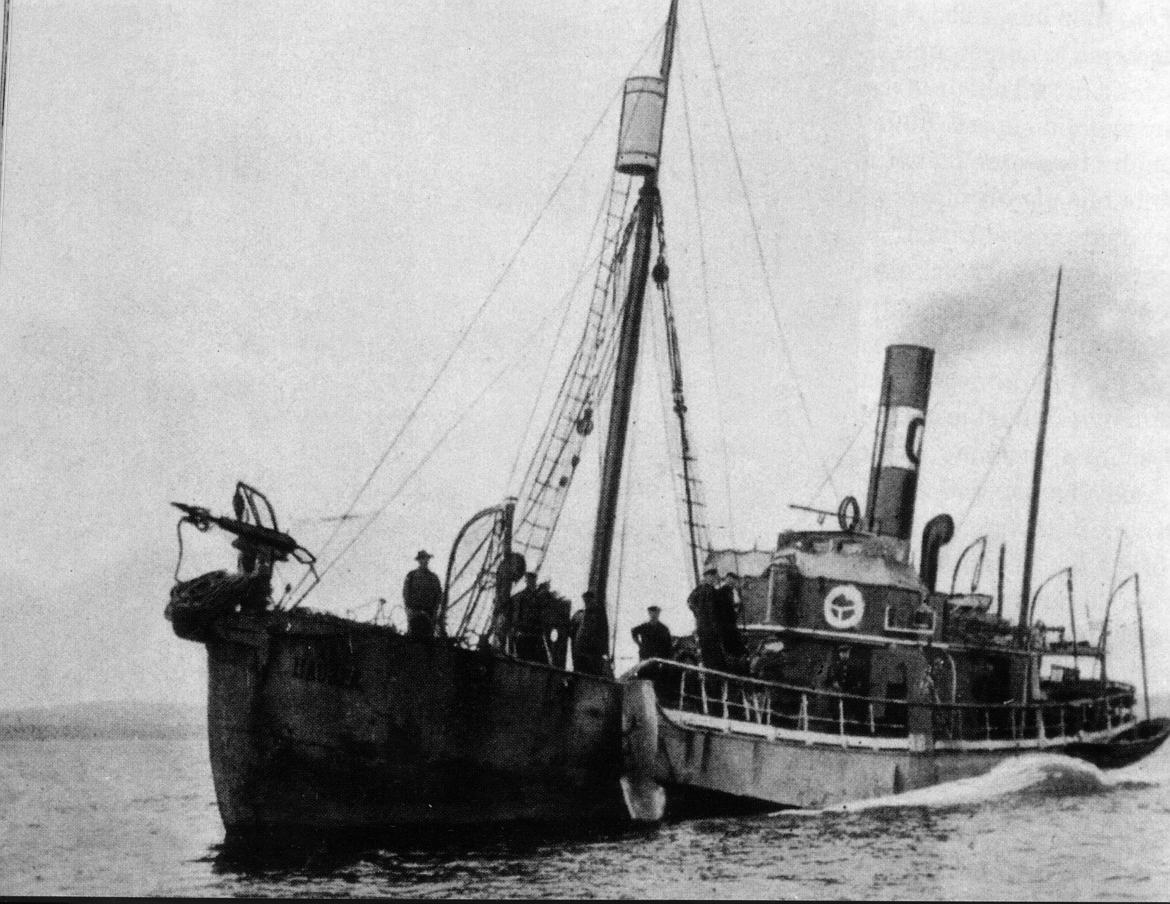
Walfänger um 1900, kleines Dampfschiff mit Harpunenkanone im Sankt-Lorenz-Strom

Der Tran des Wals war ein wichtiger Grundstoff für künstliche Beleuchtung. Daneben wurden aus ihm Seifen, Salben, Suppen, Farben, Gelatine oder Speisefette (etwa Margarine) sowie Schuh- und Lederpflegemittel produziert. Walöl war ursprünglich nötig, um Nitroglycerin herzustellen. Noch nach dem Ersten Weltkrieg meinte die britische Armeeführung: „Ohne das Walöl wäre die Regierung nicht in der Lage gewesen, sowohl die Ernährungsschlacht als auch die Munitionsschlacht zu schlagen.“
Der Pottwal wurde wegen des in seinem Kopf enthaltenen Walrats sowie des seltenen Ambras im 19. Jahrhundert besonders stark vor allem von amerikanischen Walfängern aus Nantucket gejagt und im Bestand erheblich dezimiert. Das Ambra, das möglicherweise aus den unverdaulichen Resten von Tintenfischen im Darm des Pottwals besteht, war ein wichtiger Grundstoff der damaligen Parfümindustrie. Der Walrat eignet sich zur Herstellung von besonders hell brennenden Kerzen, zum Reinigen von Wäsche, zur Herstellung von Kosmetika und als Schmierstoff. Aus den Barten der Bartenwale, bevorzugt des Blauwals, wurde vom 17. Jahrhundert an Fischbein hergestellt, bis im 20. Jahrhundert steife aber elastische Kunststoffe (zum Beispiel Nylon) sowie leichte Federedelstähle den nachwachsenden Werkstoff ersetzten.
Anfangs jagte man den Wal mit kräftigen kleinen Ruderbooten, die sechs bis acht Mann Besatzung trugen, und erlegte ihn mit Handharpunen und Lanzen. Der erlegte Wal wurde dann längsseits des Walfangschiffes geschleppt und dort abgespeckt. Alles Übrige überließ man den Möwen und Raubfischen.
Um 1840 waren etwa 900 Fangschiffe unterwegs, die in erfolgreichen Jahren bis zu 10.000 Wale erlegten. Auf einem durchschnittlichen amerikanischen Walfänger im 19. Jahrhundert fuhren etwa 20 bis 30 Mann. Die Schiffe führten einschließlich Reserven bis zu sechs Boote mit sich. Üblicherweise wurden bei der Jagd drei bis vier Boote gleichzeitig eingesetzt, die mit je sechs Seeleuten bemannt waren. Als Schiffswache wurden bei der Jagd nur ein bis zwei Mann zurückgelassen.
Auch „Facharbeiter“ wie der Schiffskoch oder Schiffszimmermann mussten zur Jagd in die Boote steigen und rudern. Der Speck der erbeuteten Wale wurde bereits auf dem Schiff zu Tran verkocht und in Fässer abgefüllt. Eine normale Fangreise dauerte etwa zwei bis vier Jahre je nach Ertrag und Haltbarkeit der Vorräte.
Durch die deutsche Konstruktion einer Harpunenkanone, die um 1863 auf einem norwegischen Walfangdampfer eingebaut wurde, war es möglich geworden, auch den schnelleren Blauwal und Finnwal zu jagen. Die Harpune erhielt einen Granatkopf. Die explodierende Granate tötete den Wal schneller. Um 1935 verbesserte man dieses Gerät nochmals, indem durch die Harpunenleine ein elektrischer Strom geleitet wurde, der das Tier sofort betäubte. Trotzdem brachte die Erfindung des Petroleums 1859, das über ähnliche Einsatzzwecke wie Waltran verfügt, den Fang mittelfristig fast zum Erliegen.
Erst die Erfindung der Margarine, deren wichtigster Grundstoff anfangs Waltran war, verhalf der Industrie wieder zu einem Aufstieg. Als Grundstoff für Nitroglycerin wurde es Anfang des 20. Jahrhunderts im Rahmen der weltweiten Aufrüstung interessant.
In den 1930er Jahren wurde erkannt, dass der Walbestand durch die starke Bejagung gefährdet war. Allein in den Jahren 1930/1931 wurden 30.000 Blauwale getötet, mehr als heute in allen Ozeanen leben. Der Völkerbund beschloss 1931 ein Abkommen zur Begrenzung des Walfangs, das 1935 in Kraft trat. Allerdings war dieses Abkommen kaum effektiv. Im gesamten 20. Jahrhundert wurden circa drei Millionen Wale erjagt.

## Fangtechniken und -methoden

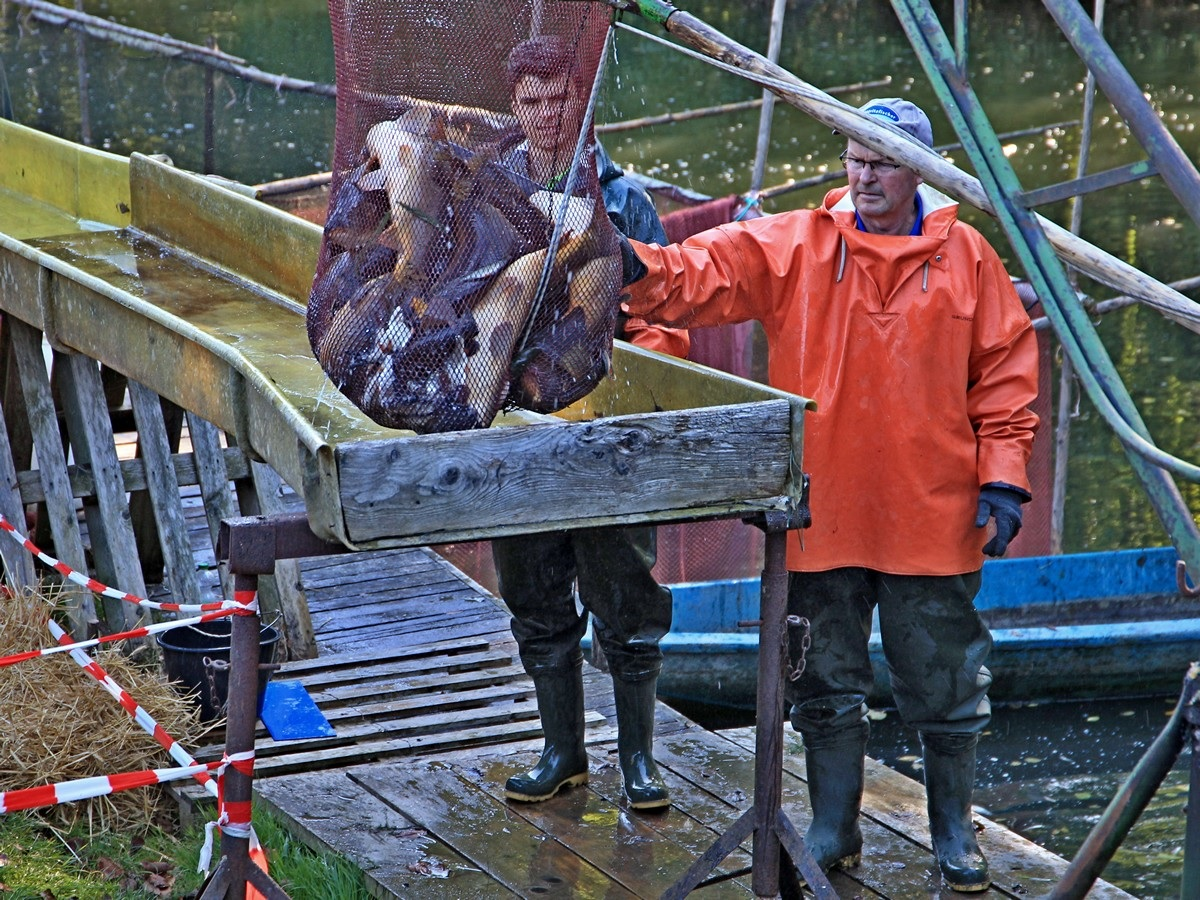
Fischfang an der Müritz

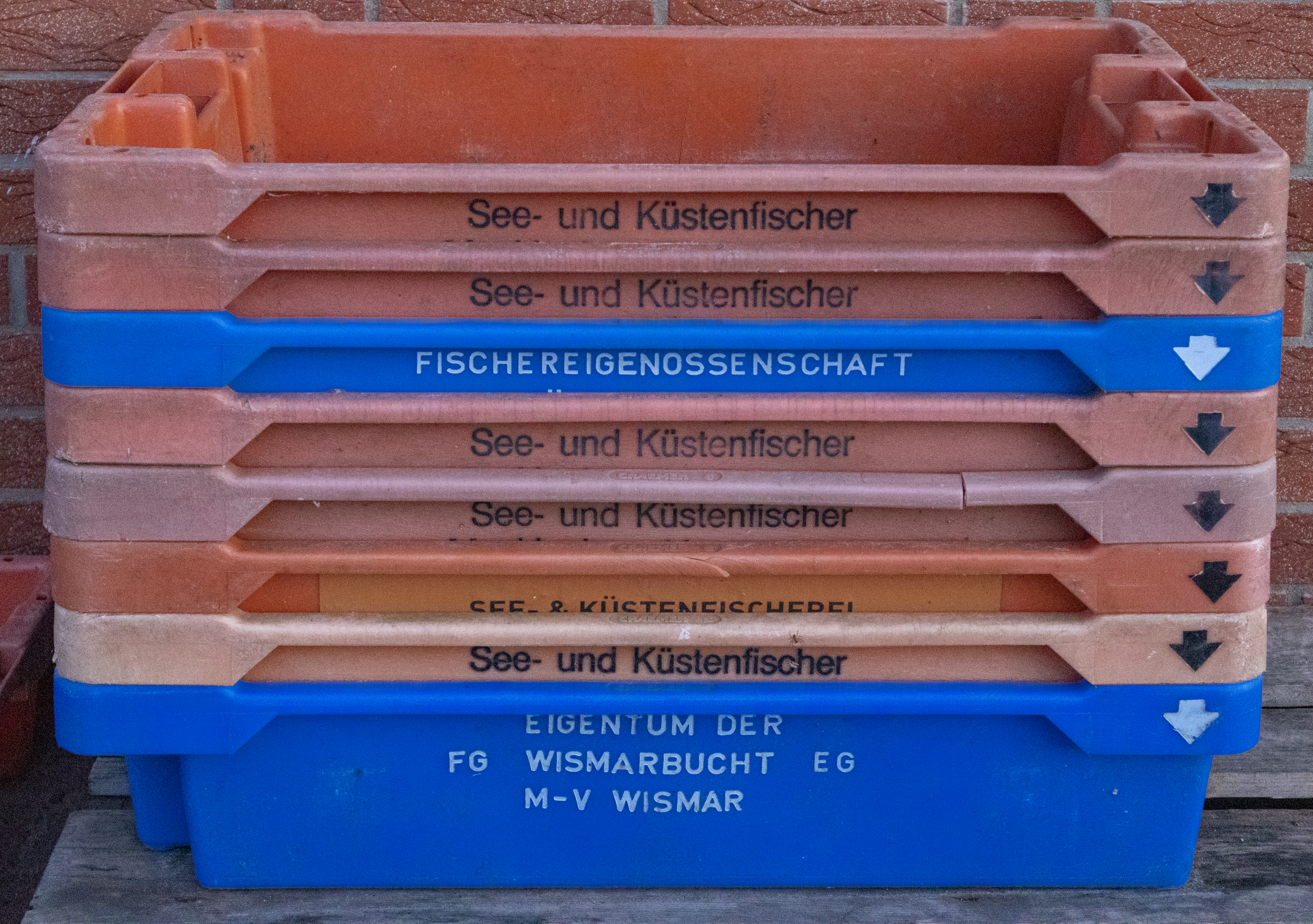
Überbleibsel der Fischereiproduktionsgenossenschaft der See- und Küstenfischer, die noch heute auf der Insel Poel in Gebrauch sind

In der langen Geschichte der Fischerei sind viele Fangtechniken und -methoden entwickelt worden, die sich grob in Fischerei in bestimmten Gewässertiefen und -typen sowie die dabei angewandte Fangmethode gliedern lassen.
Jede Fangmethode besteht aus zwei Phasen,
1. der Steuerung des Fischverhaltens, dies sind alle Maßnahmen, die eine Ortsveränderung des Fisches durch Erreger bewirken:
  1. Anlocken
  2. Scheuchen
  3. Indifferenz
2. dem Erfassen des Fangobjektes
  1. Vermaschen (Verhaken mit den Kiemen)
  2. Labyrinth (reusenähnliche Geräte)
  3. Seihen (Kescher oder Schleppnetz)
  4. Haken (Angelhaken oder Harpune)
  5. Saugen (Fischpumpe)

Von den Fischereifahrzeugen werden speziell angefertigte Netze durch das Wasser oder am Meeresgrund entlang gezogen. Die in den Netzen gefangenen Fische werden an Bord des Schiffes gezogen, wo sie häufig bereits weiterverarbeitet werden, zum Beispiel zu Frostware.

### Netzfischerei

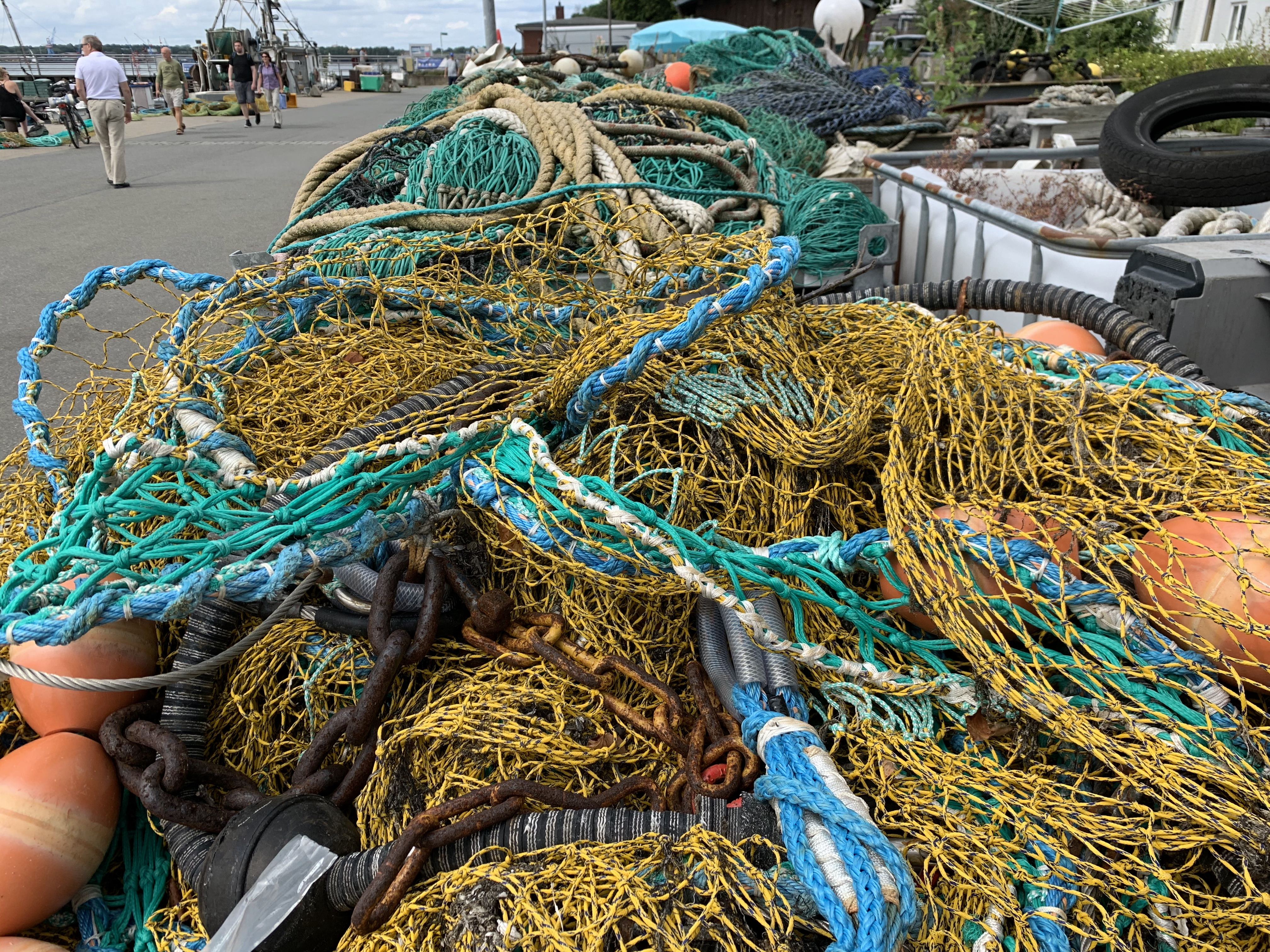
Fangnetze im Hafen von Heikendorf

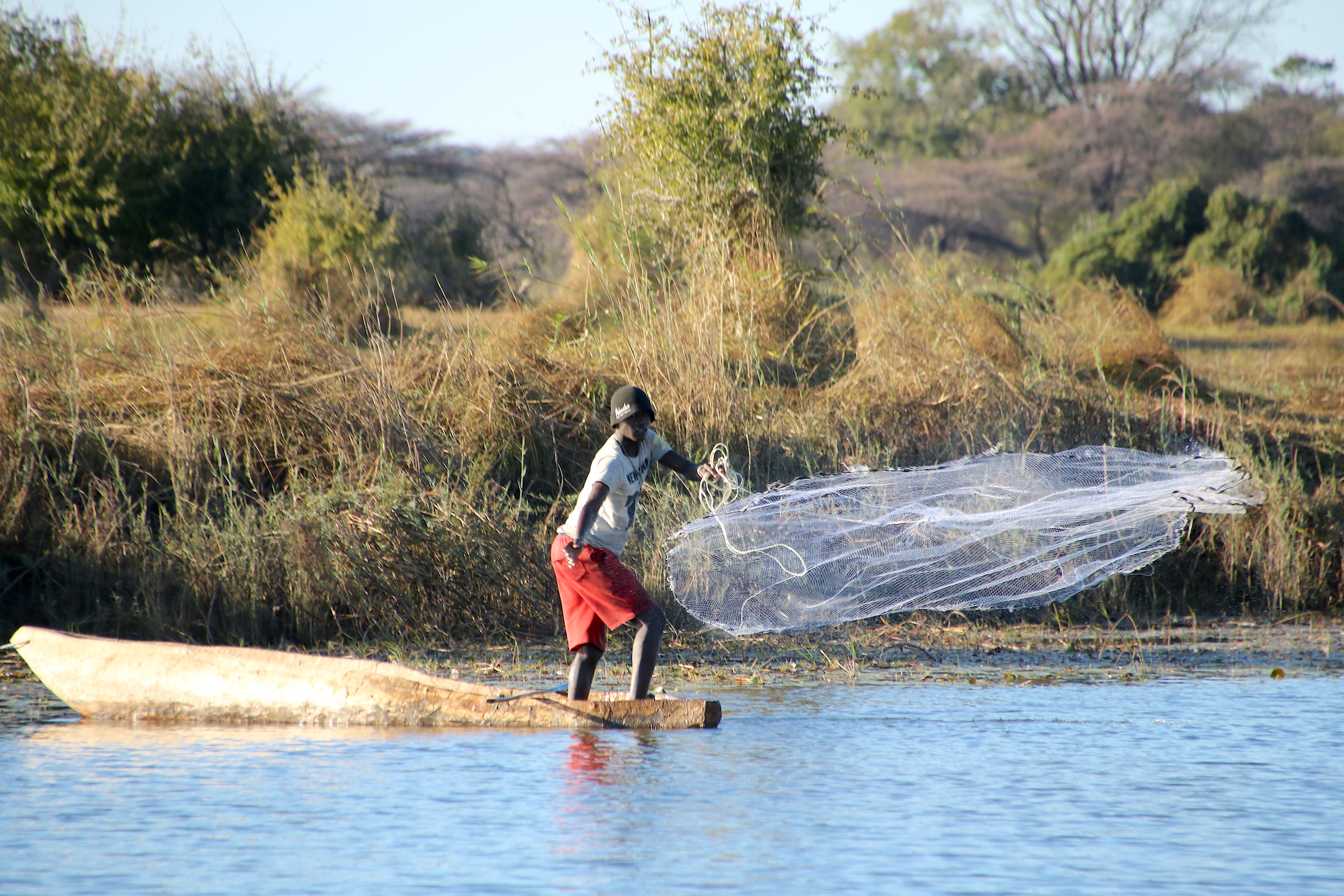
Fischernetz am Okavango

Es gibt eine passive und eine aktive Netzfischerei. Zur passiven gehören Stellnetze und Treibnetze, die wie senkrechte Vorhänge ausgelegt werden. Der obere Rand des Netzes (Obersimms) ist mit Schwimmern (Flotten, Glaskugeln, Kork, Plastikschwimmer) versehen, der untere (Untersimms) mit Gewichten (Senker, Eisenketten, Blei u. a.) beschwert. Sind diese schwerer als der Auftrieb der Schwimmer, setzt sich das Netz als sogenanntes Stellnetz auf dem Meeresgrund auf. Bei schwächer belastetem Untersimms kann das Netz als Treibnetz an der Oberfläche oder in einer gewünschten Tiefe schweben. Passiv ist damit zu verstehen, dass die Netze stationär sind und dass sich die Fische meist mit den Kiemen oder Flossen im Netz verfangen, wobei die Maschengröße über die hängen gebliebene Beute (z. B. Dorsch, Plattfisch) entscheidet. Die Treibnetze werden zum Fang pelagischer Arten (Heringe, Makrelen, Lachs, Dorschartige u. a.) eingesetzt. Dabei werden auch sogenannte Gadder-, Spiegel- oder Dreiwandnetze verwendet, die aus zwei oder drei aneinanderliegenden Netzen bestehen. Das eigentliche Fangnetz (Innengarn) ist engmaschig. Diesen ist ein- oder beidseitig ein weitmaschiges Netz (Spiegel) vorgehängt. Der durch die weiten Maschen schwimmende Fisch verfängt sich im losen, ihn sackförmig umhüllenden Innengarn, wobei die Außennetze ein Entweichen verhindern.
Bei der aktiven Netzfischerei werden Schleppnetze wie Käscher eingesetzt. Die nur in Oberflächenschichten verwendete Ringwade (Purse seine) wird gezielt gegen optisch oder mit Echolot wahrgenommene Schwärme (Lachs, Makrele, Thunfisch, Sardinen, Heringe, Sprotten) eingesetzt. Diese werden mit einem schnellen Boot umfahren, das von einer stationären Boje oder einem Beiboot ausgehend auf einer Kreisbahn ein bis zu 500 m langes Netz ausfahren lässt, dessen Obersimm an Schwimmern an der Wasseroberfläche gehalten wird und dessen Untersimm 50–100 m in die Tiefe hängt. Wenn das Boot seinen Ausgangspunkt wieder erreicht hat, so dass der Schwarm im Inneren der nach unten noch geöffneten Ringwade eingeschlossen ist, wird der Untersimm mittels einer Schnürleine zusammengezogen. Das nun geschlossene Netz wird mit einem Powerblock soweit eingeholt, bis die im napfförmigen Netz zusammengedrängte Beute ausgeschöpft werden kann.

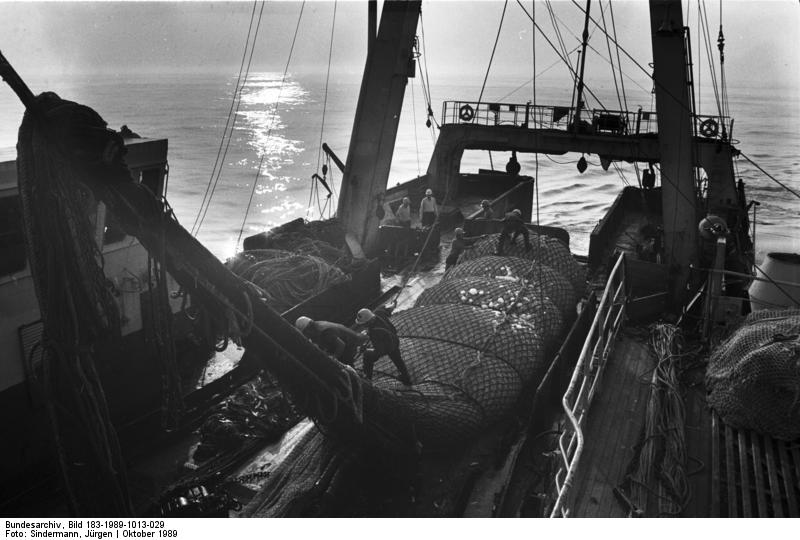
Volles Schleppnetz an Bord eines Heckfängers

Die Schleppnetze sind große trichterförmige Beutel, die entweder von einem oder zwei Booten (Trawler) an zwei Kurrleinen nachgeschleppt werden. Der Netzmund wird dadurch offen gehalten, dass Schwimmer den oberen Rand der Netzöffnung heben und Gewichte den unteren Rand (Grundtau mit Rollgeschirr) nach unten ziehen. An der Kurrleine sind Scherrbretter angebracht, die nach außen driften, damit das Netz zu den Seiten hin offen bleibt. Beim Baumnetz (Baumkurre, beam trawl) wird der Netzmund durch einen waagerechten Baum offen gehalten. Das in der Heringsfischerei verwendete pelagische Schwimmschleppnetz (Flydetrawl), meist von zwei Booten geschleppt, arbeitet in jeder gewünschten Tiefe. Die Grundschleppnetze gleiten mit dem Grundtau und dem Unterblatt mit den sogenannten Steerk (Cod End) über Grund und nehmen alles auf, was in den Bereich des Netzmundes gelangt. Der Einsatz von Grundschleppnetzen setzt saubere, von Hindernissen freie Böden voraus.

### Angel- oder Köderfischerei

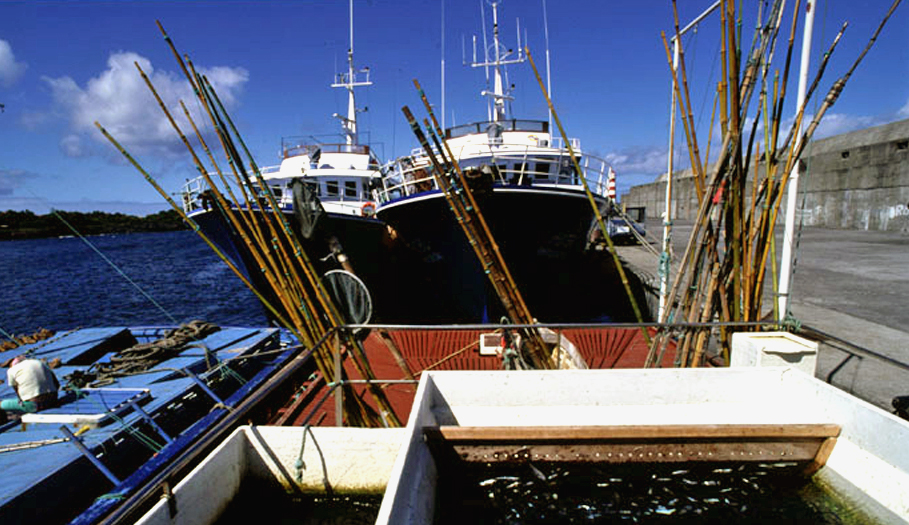
Thunfischfang mit Bambusangeln (Azoren)

In Osttimor haben Wissenschaftler 2012 Fossilien und eine 42.000 Jahre alte steinzeitliche Angelausrüstung ausgegraben, die für die Meeresfischerei geeignet war. Während in Küstennähe und an Flüssen und Seen schon vor etwa 140.000 Jahren geangelt wurde, war man davon ausgegangen, dass Menschen erst vor 12.000 Jahren anfingen, auf dem offenen Meer zu fischen. Der Angelhaken, eines der ältesten Fischereigeräte, spielt in der kommerziell betriebenen Fischerei eine bedeutende Rolle. Bei der Schleppangelei (Darrfischerei) werden hinter einem fahrenden Boot eine oder mehrere Angelschnüre nachgezogen, an denen in geringen Abständen Angelhaken mit natürlichen Ködern oder Spinnködern (Blinker, Pilke) befestigt sind.
Scherbretter und Gewichte (Tiefenangel) sorgen für den notwendigen Abstand zwischen den nachgeschleppten, dem Fang pelagischer Fische (z. B. Makrelen) dienenden Leinen. Gebräuchlich sind sie besonders dort, wo die Bodenbeschaffenheit den Einsatz von Schleppnetzen nicht zulässt. Die Langleinen sind oft kilometerlang, an den an Schwimmern aufgehängten oder auf dem Grund verankerten Horizontalleinen sind in Abständen von einem bis drei Meter kürzere Vorschnüre (Snood, Vorfächer) mit beköderten Angeln befestigt. Mit den Langleinen werden, je nachdem, in welcher Tiefe die Angeln stehen, Haie, Aale, Dorsche, Rotbarsch oder Plattfisch gefangen.

### Fischzäune, Fischmauern
Fischzäune (Fischbuhne, Agge oder Arge) bestehen aus Flechtwänden oder Netzen und werden seit dem Mesolithikum in Flüssen, Seen und geeigneten Küstengebieten zum passiven Fischfang verwendet.
Polynesische Fischfallen und Brewarinna-Fischfallen bestehen aus ummauerten Bereichen, die entweder im Meer oder in Flüssen errichtet werden. Im Meer können die sich in dem Bereich versteckenden Fische nach der Flut abgesammelt werden.

### Korbreusenfischerei

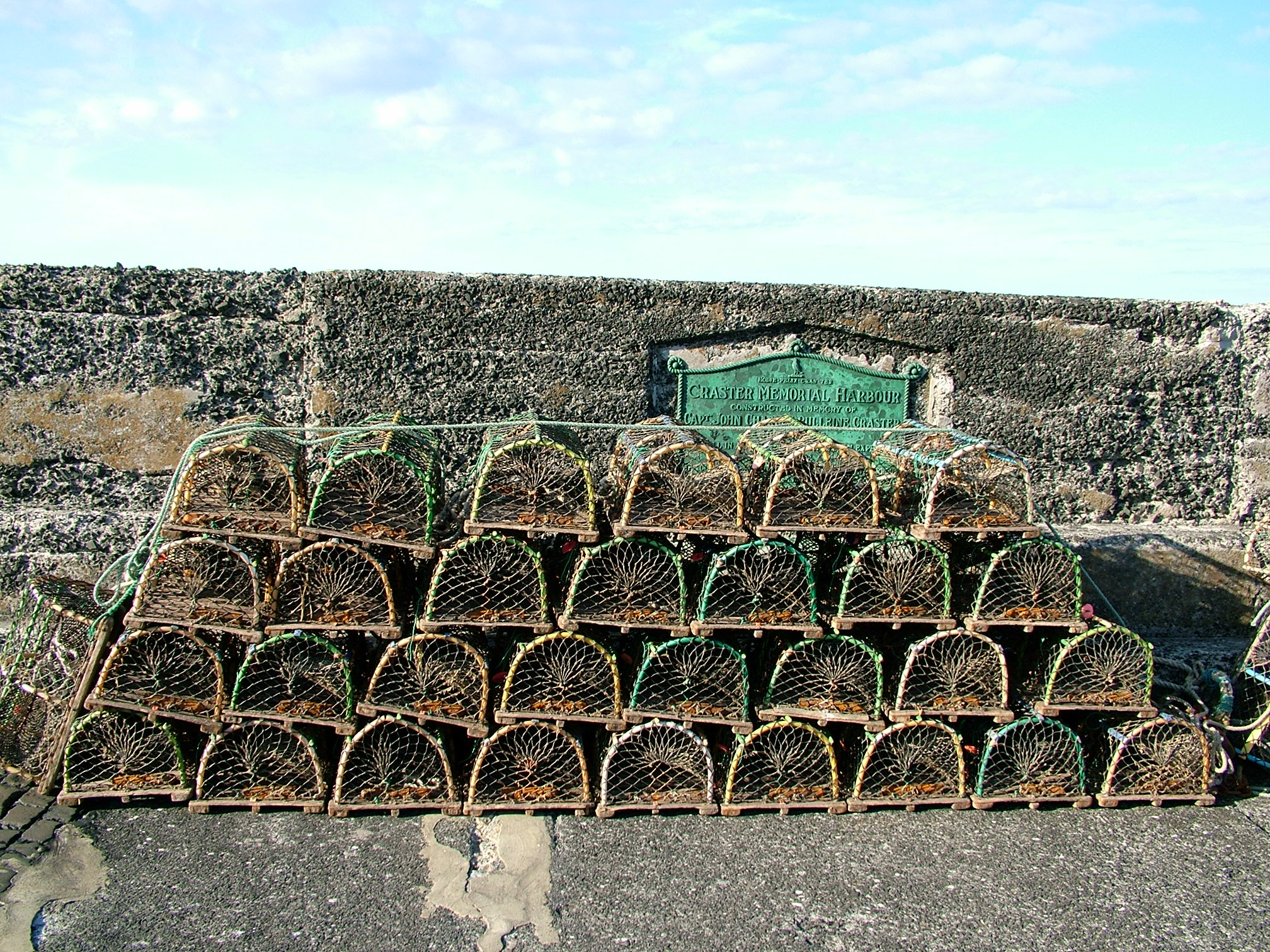
Reusen

Reusen sind Fallen, die in Bodennähe lebende Tiere durch Köder anlocken oder durch andere Vorkehrungen in die Reuse leiten. Eine Korbreuse besteht aus Holz, Korbgeflecht oder Metall und hat meist eine zylindrische oder quadratische Form mit einer oder zwei trichterförmigen Öffnungen. Diese sind so gestaltet, dass das Tier zwar leicht in die Reuse hineinkommt, ein Entkommen in entgegengesetzter Richtung aber verhindert wird. Die Fallen werden mit Ködern bestückt und auf dem Meeresboden deponiert und später mit einer an einem Oberflächenschwimmer befestigten Leine wieder eingeholt. Sie dienen dem Fang von Wirbellosen (z. B. Hummer, Languste, Krabbe, Garnelen) sowie von bodennah lebenden (benthischen) Fischen (z. B. Aale, Dorschartige). In die Kategorie der Reusen fallen auch permanent am Grund befestigte Netze, die so angeordnet sind, dass im freien Wasser lebende (pelagische) Fische durch Leitnetze über eine oder mehrere hintereinander gereihte Netzkammern in eine Sammelreuse gelenkt werden. Große, unter dem Namen Tonnara bekannte Anlagen dieser Art, dienten an der italienischen Küste dem Fang von Thunfischen.

### Loten nach Fischen
Jahrhundertelang tappte der Fischer während des Fangs gewissermaßen im Dunkeln, gewisse Erfahrungswerte halfen ihm jedoch Fische zu fangen. Traten Seevögelschwärme auf, so war die Nähe von Fischschwärmen wahrscheinlich. Auftreten von Delphinen deutete auf Heringsschwärme hin. Heutzutage erfolgt die Ortung von Fischschwärmen mit Hilfe eines Echolots, das mit Ultraschallwellen arbeitet. Deren Frequenz liegt über der oberen Hörschwelle (>16.000 Hz). Sie breiten sich im Wasser mit einer Geschwindigkeit von 1500 m/s aus (in der Luft nur mit etwa 330 m/s). Trifft die ausgesandte Schallwelle auf Stellen mit veränderter Dichte, also auf ein festes Objekt, den Meeresboden, auf Fischschwärme, auf Wasserschichten anderer Temperatur oder Salzschichten, wird ein Teil der Energie reflektiert und gelangt zum Sender zurück. Die Entfernung des reflektierenden Körpers wird durch Messung der Zeit bestimmt. Durch ein Horizontal-Vertikal-Lot (HC-Lot) kann auch das Wasser vor dem Schiff abgetastet werden, so dass man Fischschwärme verfolgen und die Netzposition auf die Position des Schwarms abstimmen kann.

### Delphintreibjagd
Unter Delphintreibjagd (Drive Fishery) versteht man das Fangen und Töten von Kleinwalen und Delphinen nach Art einer Treibjagd, die vorwiegend in Japan betrieben wird. Sie findet jährlich von Oktober bis April in abgelegenen Küstengemeinden statt. Eine weitere Form der Treibjagd (Grindadráp genannt) findet auf den Färöern statt. Hier werden jährlich rund 1000 Grindwale getötet.
Wenn eine Delphinschule gesichtet wird, fahren die Fischer hinaus, treiben die Tiere zusammen und schneiden ihnen den Fluchtweg mittels einer Schallmauer ab. Der Schall wird mit Eisenstangen erzeugt, die von den Fischern ins Wasser gehalten und mit einem Hammer bearbeitet werden. Der dadurch erzeugte Lärm verhindert die Kommunikation der Delphine untereinander und lässt sie in Panik in eine Bucht flüchten. Einmal in der Lagune oder Bucht gefangen, wird ihnen der Rückweg ins offene Meer mit Netzen versperrt. Einige wenige Tiere werden für Delphinarien, Zoos und Vergnügungsparks selektiert, der Großteil jedoch anschließend mit spitzen Hacken und Messern getötet. Schätzungen gehen hierbei von ca. 20.000 Tieren aus. Aufgrund der Tötungsart ist diese Art Fischerei international geächtet.

### Fischerei mit Hilfe von Tieren
Viele Tierarten lassen sich leicht domestizieren und dienen damit zum Fang anderer Spezies.

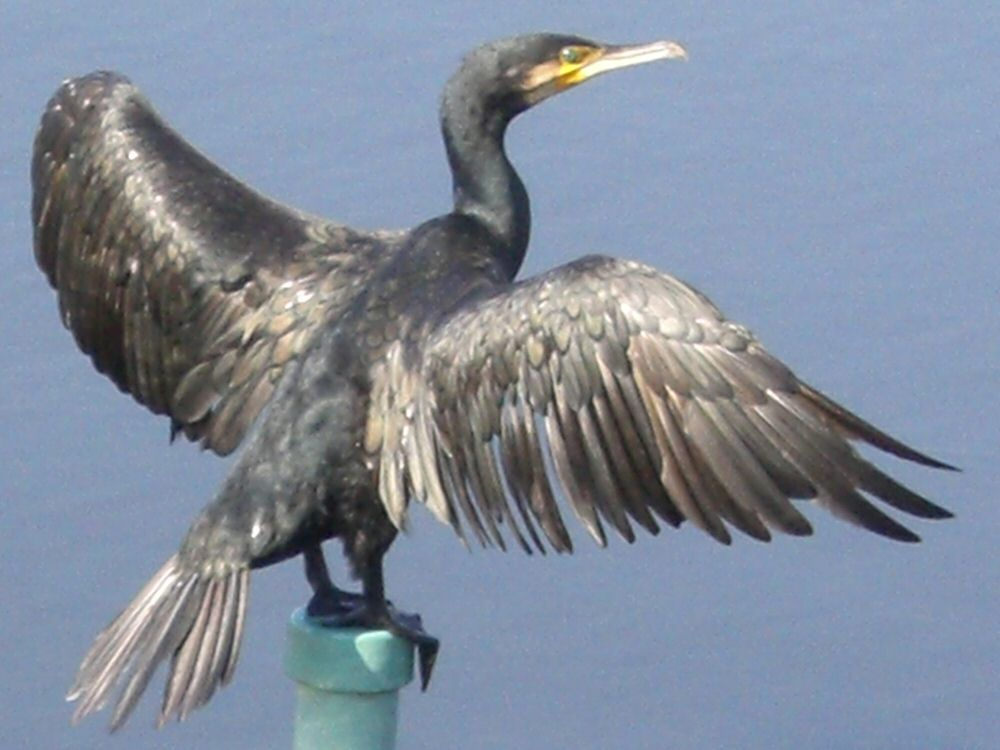
Kormoran

Die Kormoranfischerei ist in China eine traditionelle Methode. Sie ist auch in den umliegenden Ländern verbreitet und wird insbesondere in Japan angewandt, wo sie heute noch als Sehenswürdigkeit vorgeführt wird. Nur in China hat die Fangmethode mit Kormoranen eine wirtschaftliche Bedeutung erreicht. Die Vögel werden in ihrer Jugend einer 7–8 Monate währenden Erziehung unterworfen und sollen danach für ein Jahrzehnt verwendbar sein. Von kleinen Booten oder Flößen aus lassen dabei die Fischer in ruhigen Gewässern bis zu einem Dutzend Vögel nach Fischen tauchen, die diese dann einzeln oder, im Kehlsack angesammelt, zu mehreren heranbringen. Ein die Speiseröhre einengender Halsring erlaubt ihnen, nur kleine Fische oder – als Belohnung und Ermunterung – Fischstückchen hinunterzuschlucken. Eine manchmal an diesen Halsring, manchmal am Bein befestigte Leine führt entweder zu einem Schwimmkörper (in China) oder zur Hand des Fischers (in Japan).
Zu einer besonderen Fertigkeit des Fische Treibens wurde der Fischotter gebracht, der wie ein Hund ein ähnliches Abhängigkeitsverhältnis zu Menschen entwickelt und Fische in den Bereich von Wurf- und Senknetzen treiben kann. Siehe Otterfischerei. Höchst unfreiwillig dienen dagegen Gänse und Enten als Schwimmkörper für das Angeln von Fischen, die mit einer Leine am Flügel den Hecht zum Anbiss verleiten sollen. Sobald ein Fisch anbeißt versucht das erschreckte Tier wegzufliegen und bringt den Fang so manchmal sogar noch an Land.
Eine andere Fischfangmethode mit Tieren ist das Fischen unter Verwendung der Schiffshalter (Echeneis naucrates) zum Fangen von Meeresschildkröten oder größeren Haien. Er wird mit einer am Schwanz angebundenen Leine gehalten und aus dem Wasser gezogen, sobald sich das Tier an die Beute ansaugt.

### Fischerei mit Hilfe von Pflanzengiften

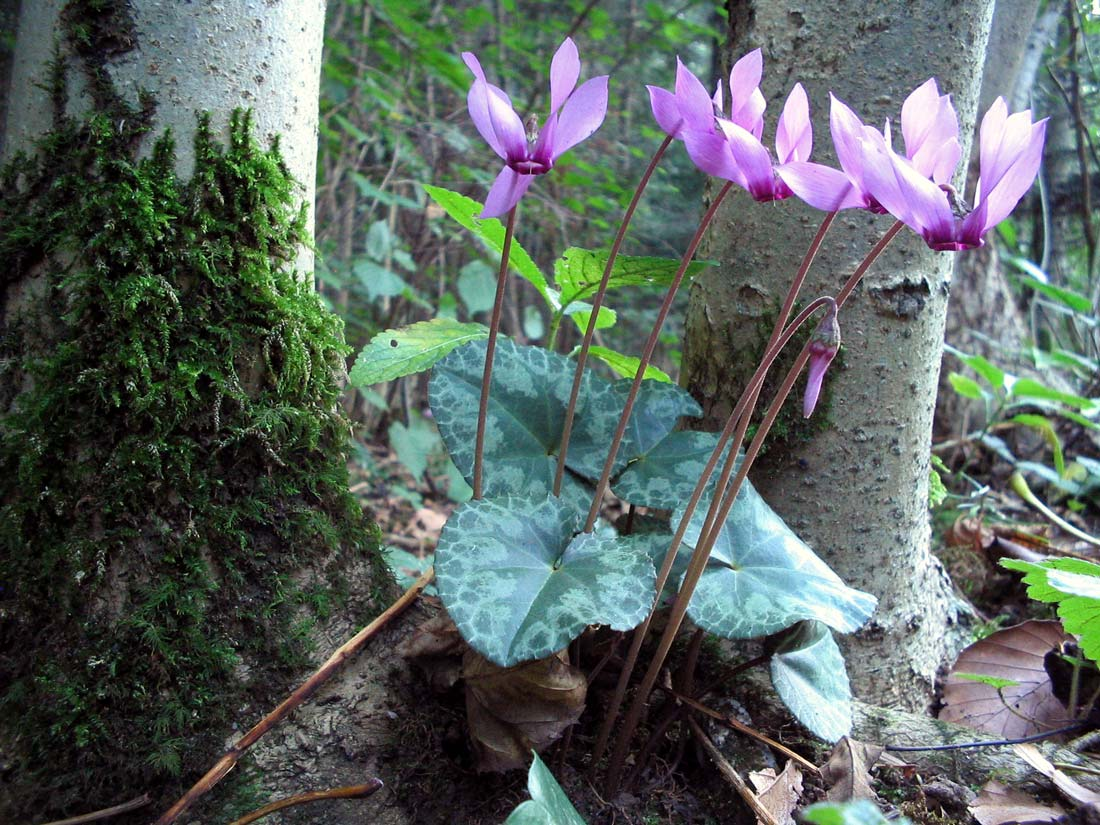
Alpenveilchen

Gebräuchlich ist auch das Fischen unter Zuhilfenahme von Pflanzengiften. Die Pflanzenteile werden in allen Fällen zerkleinert, manchmal auch gekocht, und dann mit anderen Bindemitteln (etwa Mehl, Lehm) in Teig- oder Pastenform auf das Wasser verteilt. Diese Form der Fischjagd wird meist in der Trockenzeit bei versiegenden Seen und Flüssen angewendet, weniger häufig in seichten Meeresteilen bei Niedrigwasser und in der Nähe von Korallenriffen. Das Sammeln, Auffangen oder Speeren an der Oberfläche treibender Fische ist dann leicht. Dem Fischgenuss schadet das Gift nicht (mit gewissen Ausnahmen), wie auch Säugetiere die gleichen Pflanzen ohne üble Folgen fressen, zum Beispiel die für Fische höchst giftig wirkende Cyclamenknolle (Schweinebrot (Knolle des Alpenveilchens)).
Besonders im Amazonasbecken in Südamerika soll der Gebrauch von Pflanzengiften (Barbasco) heute sehr verbreitet sein. Hier ist der Schmetterlingsblütler Tephrosia sinapou (Syn.: Tephrosia toxicaria) in Gebrauch. Auch in Teilen von Afrika wird auf die Tephrosia und ihre Unterarten zum Fischen zurückgegriffen. Diese Arten werden stellenweise sogar eigens für fischereiliche Zwecke angebaut. Andere genutzte Pflanzen sind die Hülsenfrüchtler (Leguminosen), denen in dieser Hinsicht die größte Bedeutung zukommt. Zu den eingesetzten Pflanzen gehören auch die verschiedenen Derris-Arten (Rotenon), die in Südasien und Ozeanien eine Rolle spielen. Rotenon wird zur Räumung von kleinen Gewässern verwendet. In Europa verwendete man Pflanzengifte von Wolfsmilch-Arten und Königskerzen sowie von Nachtschattengewächsen.

### Weitere Fangtechniken
- Angeln als Sportfischen mit verschiedenen Techniken, unter anderem Grundfischen
- Bogenfischen
- Cyanidfischerei
- Dynamitfischerei
- Elektrofischerei

## Fischzuchten

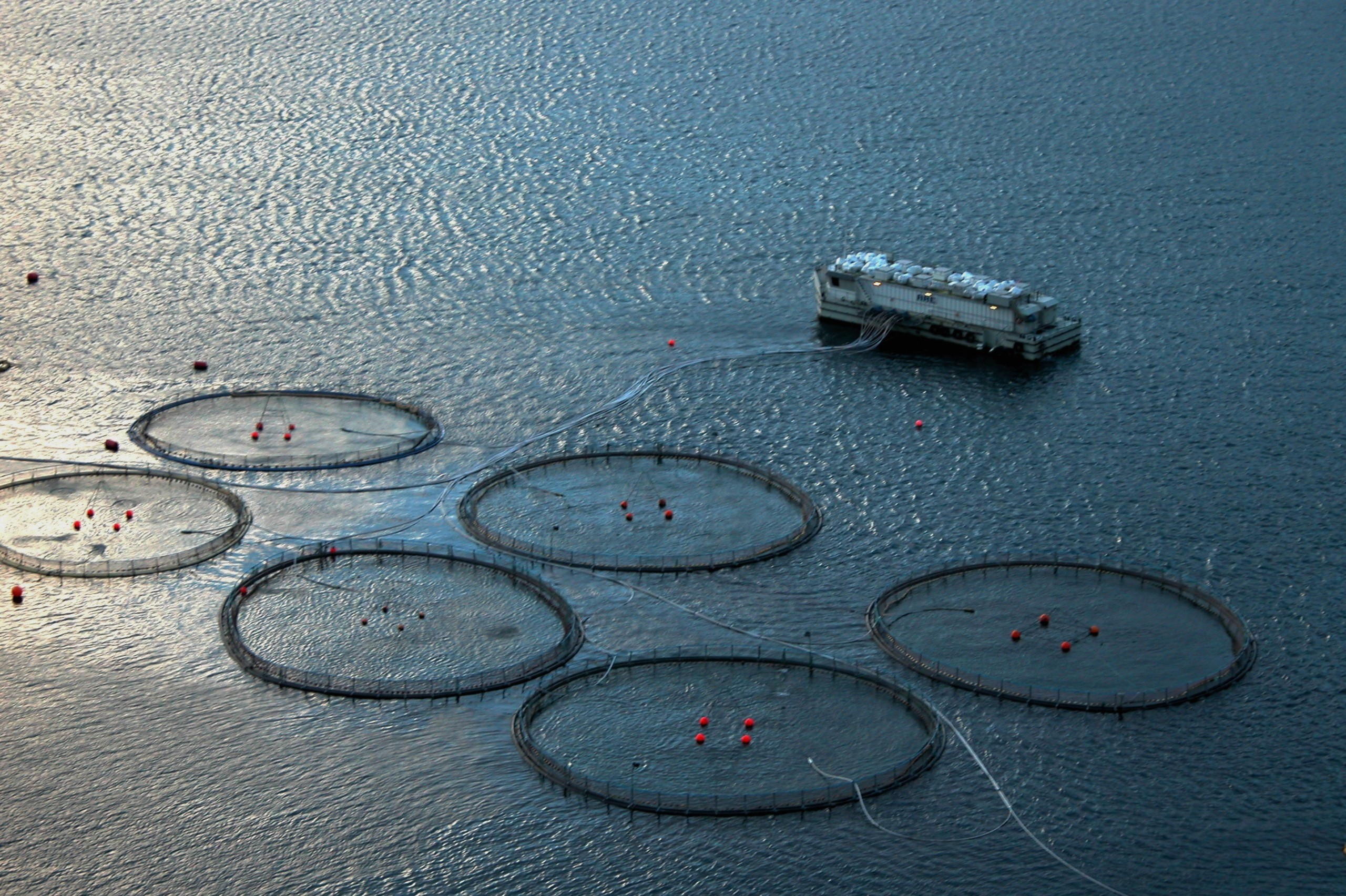
Aquakultur zur Aufzucht von Lachs vor Vestmanna, Färöer

2022 wurden zum ersten Mal mehr Fische und Meerestiere in Aquakulturen gezüchtet, als wild gefangen.
Von einer eigentlichen Zucht im Sinne der Haustierzucht kann nur die Rede sein, wenn sich der Entwicklungszyklus einer Art lückenlos unter kontrollierten Bedingungen abspielt. Die trifft auf die Zucht von Süßwasserarten teilweise zu (z. B. Karpfen, Forelle), wo die Eier künstlich besamt, die Jungtiere für Besatzmaßnahmen in Gewässer ausgesetzt oder in Anlagen hochgezogen und gemästet werden. Kompetenzzentren für Fischerei, wie jenes in Königswartha, unterstützen die Süßwasserfischzucht wissenschaftlich. Mit Meerfischen sind Versuche in diese Richtung bisher misslungen, da die maritimen Arten fast ausnahmslos hinfällige planktonische Larvenstadien durchlaufen, deren Haltung mit großen Schwierigkeiten verbunden ist. Dies beruht hauptsächlich auf der Unkenntnis der Ernährungsgewohnheiten dieser Larven, ihrer Empfindlichkeit gegenüber mechanischen Schädigungen und der Anfälligkeit für Infektionen.
Die Bewirtschaftung maritimer Speisefische beschränkt sich daher auf folgende Maßnahmen:
1. Hege der natürlichen Bestände durch Erlass von Schutzgebieten und Schutzbestimmungen.
2. Schonzeiten während der Laichzeit und Wanderung
3. Festlegung und Einhaltung von Fangquoten und Mindestgrößen gefangener Tiere
4. Auch ein der Hege dienliches Verfahren besteht darin, dass die Eier von laichreifen, im Meer gefangenen Fische künstlich besamt werden. Nach der Embryonalentwicklung werden die geschlüpften Larven wieder im Meer ausgesetzt.
5. Bei der künstlichen Mast, wie z. B. beim in der Japanischen See vorkommende Buri (Yellow tail), werden im Meer gefangene, halbwüchsige Fische in geräumigen, zwischen Pontons hängenden Netzkäfigen gemästet. Ähnliches wird auch mit Lachsen an den Küsten Nordamerikas und Nordeuropas (vorwiegend Skandinaviens) gemacht.

## Die bedeutendsten Fischfangnationen

Weltweite Fischfangmenge seit 1950

Die mit Abstand bedeutendste Fischfangnation (gemessen am Ertrag) ist die Volksrepublik China, gefolgt von Indonesien, Indien und Vietnam. In Europa erbringen Norwegen, Spanien und Island die größten Fangmengen.
| Rang | Land                | Ertrag (in Tsd. t) | Rang | Land      | Ertrag (in Tsd. t) |
| ---- | ------------------- | ------------------ | ---- | --------- | ------------------ |
| 01   | Volksrepublik China | 81.500             | 11   | Norwegen  | 3.530              |
| 02   | Indonesien          | 23.200             | 12   | Südkorea  | 3.255              |
| 03   | Indien              | 10.800             | 13   | Myanmar   | 3.090              |
| 04   | Vietnam             | 06.420             | 14   | Chile     | 2.879              |
| 05   | Vereinigte Staaten  | 05.375             | 15   | Thailand  | 2.493              |
| 06   | Russland            | 04.947             | 16   | Malaysia  | 1.992              |
| 07   | Japan               | 04.343             | 17   | Mexiko    | 1.745              |
| 08   | Philippinen         | 04.228             | 18   | Ägypten   | 1.706              |
| 09   | Peru                | 03.912             | 19   | Marokko   | 1.455              |
| 10   | Bangladesch         | 03.878             | 20   | Brasilien | 1.286              |

Zum Vergleich: Deutschland 313.000 Tonnen,
2012: 183.300 Tonnen Seefisch, davon 71.100 Tonnen in deutschen Gewässern
Der Fischereiertrag des Jahres 2015 lag bei etwa 200 Millionen Tonnen weltweit.

## Die wichtigsten Fangplätze im Nordatlantik
Im Nordatlantik und in seinen Nebenmeeren spielt sich die Seefischerei fast ausnahmslos auf dem küstennahen Schelf in Tiefen bis 700 m ab. Die Lage der Fangplätze auf dem flachen Schelf ist biologisch bedingt, da hier die besten Voraussetzungen für günstige Lebensbedingungen der Fische gegeben sind.
| Ort                    | Fischart                             | Fangzeit       |
| ---------------------- | ------------------------------------ | -------------- |
| Barentssee             | Kabeljau, Rotbarsch, Lodde           | Mai–November   |
| Bäreninsel/Spitzbergen | Kabeljau, Rotbarsch                  | April–Juni     |
| Westgrönland           | Kabeljau                             | März–Juni      |
| Ostgrönland            | Rotbarsch                            | April–Dezember |
| Island                 | Kabeljau, Rotbarsch, Seelachs, Lodde | ganzjährig     |
| Labrador               | Kabeljau, Rotbarsch, Heilbutt        | Mai–Dezember   |
| Nordsee                | Hering, Scholle                      | Juli–Oktober   |
| Neufundland            | Kabeljau, Rotbarsch                  | April–Dezember |
| Norwegische Küste      | Seelachs                             | Juni–Dezember  |
| Ostsee                 | Hering, Kabeljau, Sprotte            | Dezember–April |
| Georgesbank/USA-Schelf | Makrele                              | Juli–Oktober   |
| Gotlandsee/Ostsee      | Sprotten                             | Dezember–April |
| Baffininsel            | Grenadierfisch                       | Juli–Januar    |
| Englischer Kanal       | Schildmakrele                        | ganzjährig     |

## Tierschutz sowie soziale und ökologische Aspekte

### Überfischung
Die industriell betriebene Fischerei bedroht den Bestand vieler Fischarten, so sind z. B. der Kabeljau, der Großaugen-Thun sowie alle drei Blauflossenthunfischarten durch Überfischung weltweit akut vom Aussterben bedroht.
Der Schaden für die Fischerei kann dabei unumkehrbar (irreversibel) sein, wie das berühmte Beispiel der Kabeljaufischerei vor Kanadas Ostküste zeigt: Bis Ende der 1960er Jahre hatte sich die jährliche Fangmenge auf 800.000 Tonnen vervierfacht, als die Erträge innerhalb weniger Jahre auf unter 200.000 Tonnen einbrachen. Man vermutete, dass die internationale Konkurrenz den Schaden verursacht habe, und richtete 1977 eine 200-Seemeilen-Schutzzone für die kanadischen Fischer ein. Die heimische Fischindustrie wurde großzügig subventioniert, doch die Erträge stiegen nur minimal, bevor sie um 1990 vollständig einbrachen – die Kabeljaubestände hatten sich nicht erholt. Daraufhin verhängte die kanadische Regierung 1992 ein Fangverbot für Kabeljau, wodurch fast 30.000 Arbeitsplätze in der Fischerei verloren gingen. Nach heftigen Auseinandersetzungen wurde 1998 das Fangverbot wieder aufgehoben – doch es gab keinen Kabeljau mehr. Die Bestände hatten sich trotz Fangverbots nicht mehr erholt und viele Betriebe schlossen endgültig.

### Weitere Schäden
Besonders bei der heute illegalen Treibnetzfischerei wurden große Mengen als nicht verkaufsfähig geltende, nicht benötigte Tiere gefangen und getötet. Unverhältnismäßig hohe Beifangraten (Nicht-Zielfischarten wie Haie und Rochen, aber auch Meeresvögel wie verschiedene Albatrosarten und Fregattvögel sowie Meeresschildkröten und Meeressäuger) treten aber auch in anderen Fischereien wie der pelagischen Langleinenfischerei, der Grundschleppnetzfischerei, beim Einsatz von Baumkurren oder in der Ringwadenfischerei im tropischen Ostpazifik auf. Solcher Beifang wird meist wieder über Bord gegeben oder zu Fischmehl verarbeitet.
Grundschleppnetzfischereien – besonders beim angesichts schwindender pelagischer Fischbestände verstärkt betriebenen Einsatz in der Tiefsee – oder Baumkurren verwüsten den Meeresboden und zerstören die dort existierenden einzigartigen Unterwasser-Ökosysteme wie Kaltwasserkorallenriffe nachhaltig.

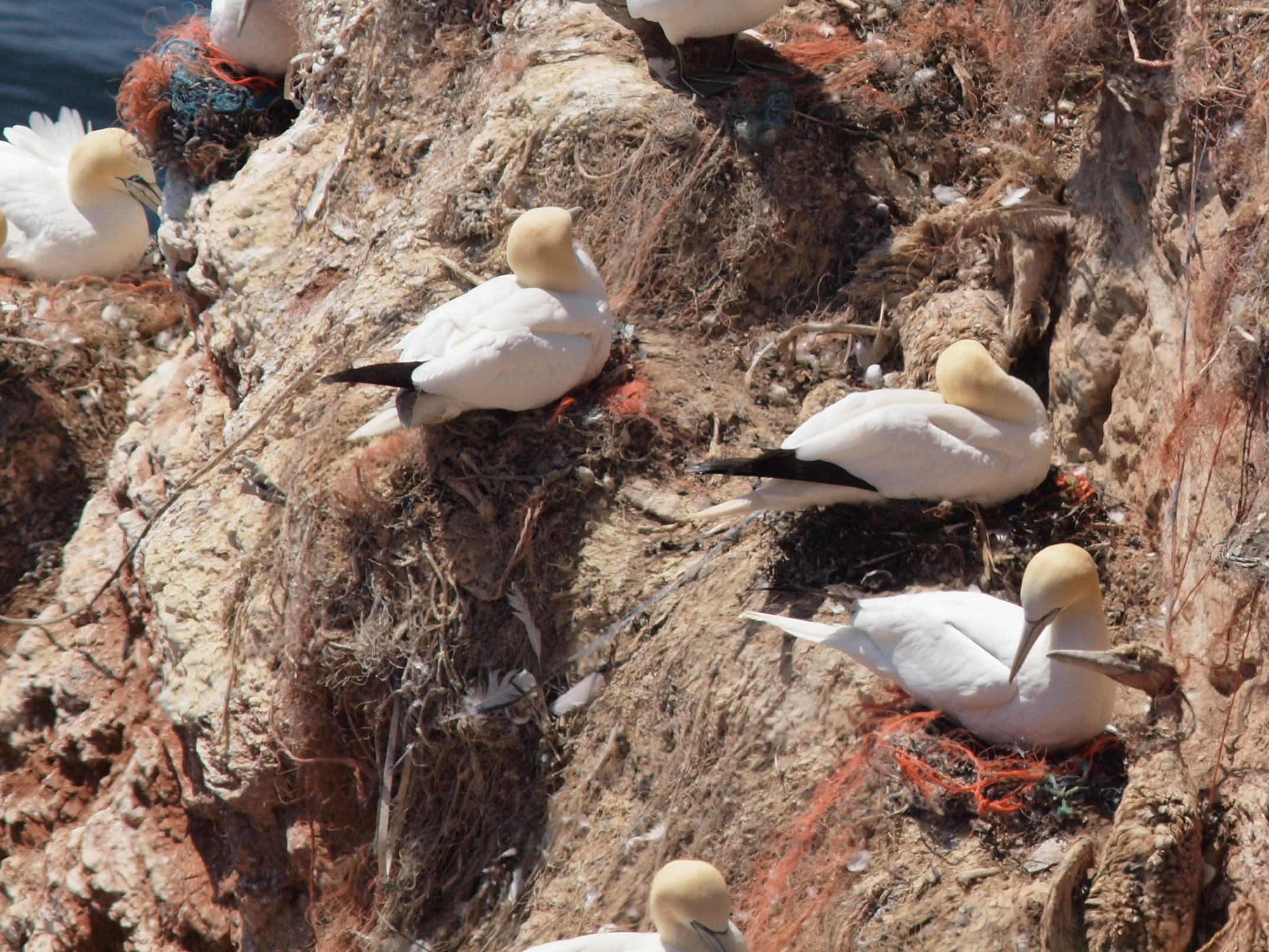
Basstölpel auf Helgoland mit Nestern aus alten Netzen. Rechts unten ein verendeter Basstölpel, der sich in einem Netz verfangen hatte.

Durch die pelagische Langleinenfischerei sind mittlerweile alle 21 Albatrosarten sowie etwa 20 % aller Haiarten gefährdet oder akut vom Aussterben bedroht.
Beim Einsatz von Schleppnetzen geraten zahlreiche Delfine und Wale in die Netze und ertrinken, so gilt der Gemeine Delfin im Mittelmeer bereits als stark gefährdet.
Auch alte weggeworfene oder verlorengegangene Netze stellen eine zunehmende Bedrohung der Meeresfauna dar. Da die aus Kunststoff gefertigten Netze theoretisch unverrottbar sind, fangen diese Geisternetze weiterhin Fische, Meeressäuger und Seevögel, die darin qualvoll verenden. Reste dieser Netze und anderer Kunststoffabfall werden von Seevögeln zum Nestbau verwendet. Auch diese Nestbauer erleiden einen qualvollen Tod, wenn sie in den Netzen hängenbleiben.
Das Loten nach Fischen hat negative Auswirkungen auf Wale und Delphine, die sich mit Schallwellen verständigen und orientieren. Viele sind sehr irritiert von den Frequenzen der Schiffe und stranden dadurch oftmals.

### Maßnahmen und Initiativen

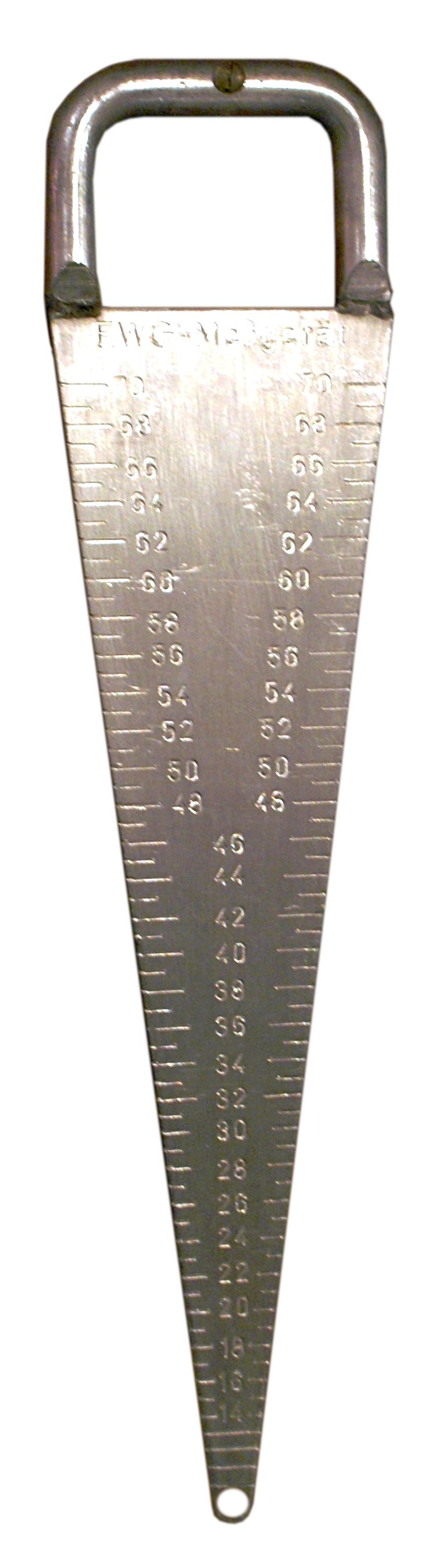
Maschenmessgerät

Innerhalb der EU gibt es durch die Gemeinsame Fischereipolitik Vorschriften über die Maschengröße der Fischnetze, die den Jungfischen ein Entkommen ermöglichen sollen, und über Schonzeiten.
Um weitere ökologische Katastrophen zu verhindern, die langfristig auch den wirtschaftlichen Untergang der Fischereiindustrie in vielen Regionen bedeuten würden, werden Fangquoten, d. h. eine festgelegte Menge an Fischen in einem bestimmten Gebiet, festgelegt. Häufig werden diese jedoch aus politischen und wirtschaftlichen Gründen zu hoch angesetzt. Häufig werden diese auch unzureichend kontrolliert, sodass mehr gefangen wird, als offiziell verkündet wird.
Das MSC-Siegel (Marine Stewardship Council) ist ein seit 1997 existierendes Umweltzeichen, welches Verbrauchern ermöglichen soll, Fisch aus nachhaltiger Fischerei zu kaufen. Seit 2006 existiert unter dem Label Friend of the Sea (FOS) ein weiteres, weltweites Programm für Fisch (Seefisch und Aquakultur) aus nachhaltiger Fischerei. Das US-amerikanische Earth Island Institute (EII) etablierte 1990 für den Bereich der Dosenthunfischindustrie ein weltweites Kontrollprogramm für delfinsicher gefangenen Thunfisch mit dem markenrechtlich geschützten Produktkennzeichen SAFE.
Von Tierschützern wird häufig kritisiert, dass die Fische beim Fang mit dem Netz qualvoll ersticken, daran ändern weder das MSC-Siegel, noch FOS oder SAFE etwas, da dieser Punkt bei der Vergabe nicht berücksichtigt wird. Dabei ist der selektive Fischfang, die Beschränkung auf eine bestimmte Fischart, relativ einfach. Dafür muss der Fischer die Verhaltensunterschiede der einzelnen Fischarten genau kennen und benötigt spezielle, so genannte kluge Netze.

### Industrielle Fischerei vor den Küsten Afrikas

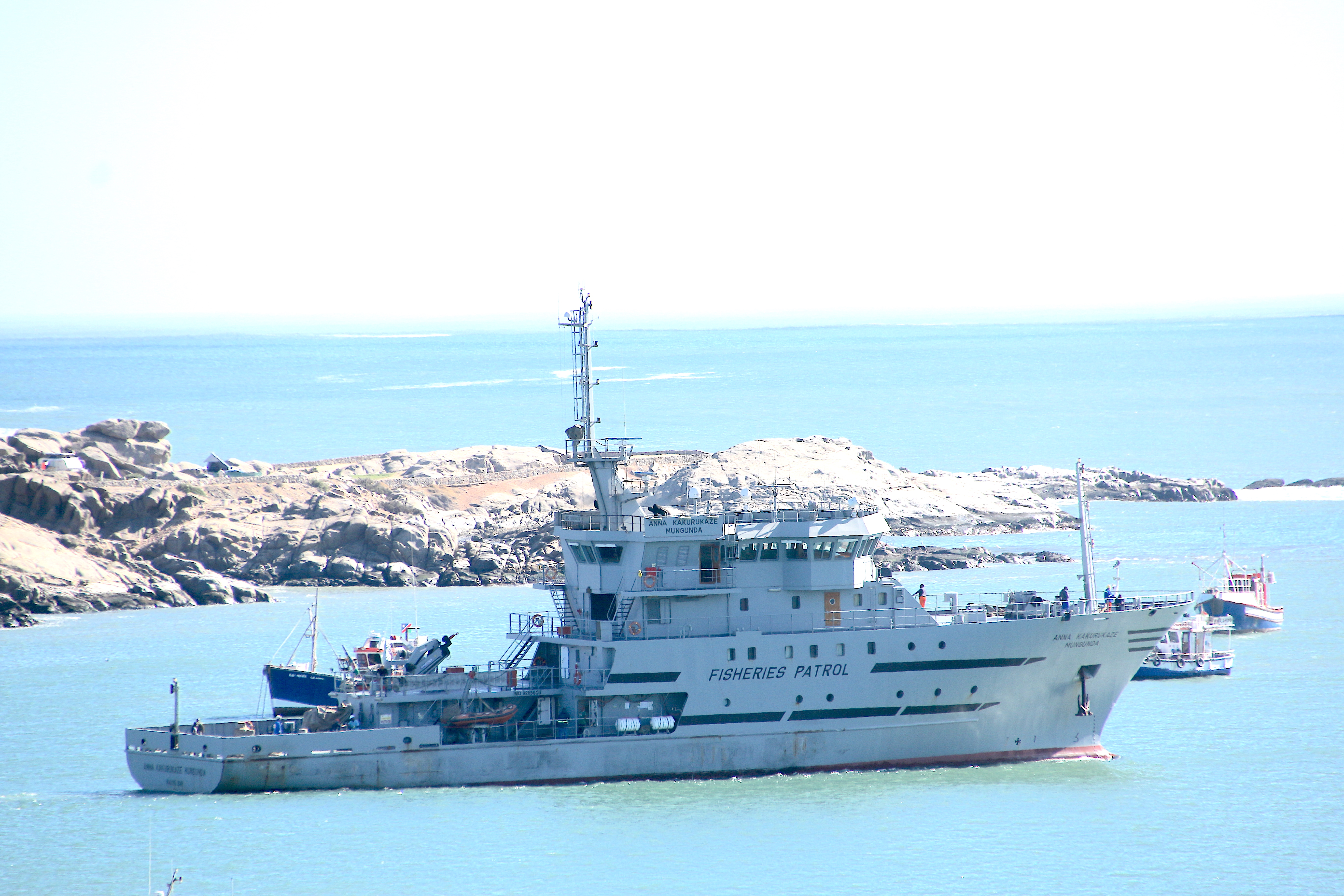
Patrouillen-Boot Anna Kakurukaze Mungunda im Einsatz gegen die illegale Fischerei an der Küste Namibias

Vor den Küsten Afrikas stellt die teils legale, teils illegale Fischerei mit Trawlern eine große Herausforderung dar: Einerseits, weil sie zur Übernutzung der Bestände führt; andererseits, weil sie die lokale Fischwirtschaft sowie traditionelle Ernährung der Anrainer gefährdet.
Die Meeresschutzorganisation Sea Shepherd hat es sich zum Ziel gesetzt, in Zusammenarbeit mit Vollzugsbeamten afrikanischer Staaten gegen die illegale Fischerei vor deren Küsten vorzugehen. Durch diese Kooperation wurden bereits 83 illegal fischende Schiffe und 27 Daus festgesetzt sowie Strafen in Millionenhöhe ausgesprochen.

## Wirtschaftliche Aspekte
Gewässer (Flüsse, Seen und die Ozeane außerhalb der Hoheitsgewässer) sind ein Allmendegut, so dass es jedermann freigestellt ist, Fischfang zu betreiben, denn kein Wirtschaftssubjekt unterliegt beim Fischfang der Ausschließbarkeit, aber es kann zu Rivalität in bestimmten Fischereizonen kommen. Der freie, kostenlose Marktzutritt ist ein Anreiz, möglichst viele Speisefische zu fangen, so dass ein maximaler Erlös entsteht. Hierin liegt die Tendenz zur Übernutzung, die in der Volkswirtschaftslehre und Umweltökonomie beim Fischfang als Überfischung bezeichnet wird. Dies ist ein soziales Dilemma, denn jeder einzelne hat einen Anreiz, den Fischfang zu steigern, die daraus resultierende Übernutzung senkt jedoch den gesamtgesellschaftlichen Nutzen. Auch andere Güter sind von einer Übernutzung betroffen (Überweidung und Überdüngung von Agrarflächen, Überjagung der Tierwelt oder Raubbau im Wald). Folgen in der Fischerei kann eine mangelnde Regeneration und nachfolgendes Artensterben sein. Nachhaltige Produktionsverfahren in der Fischerei und Fangquoten vermeiden eine Übernutzung, um die Ressourcen des gesamten Ökosystems zu schonen und um sie für die nachkommenden Generationen zu erhalten.

## Weitere Werkzeuge

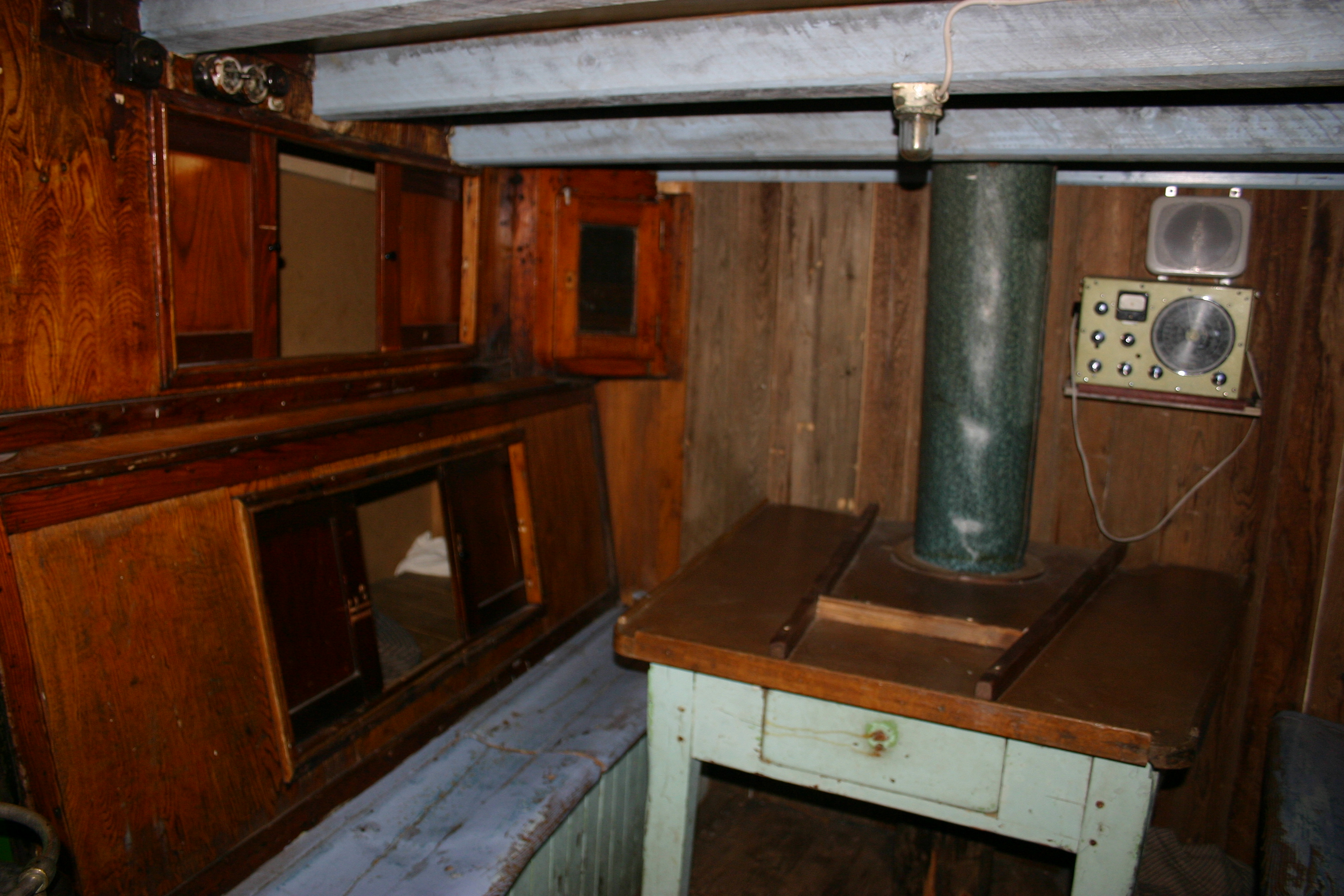
Mannschaftsunterkunft auf einem Fischkutter um 1950

- Fischergalgen, Fischzaun

## Rechtliches
- Fischereirecht, Illegale Fischerei („Piratenfischerei“) Fischwilderei (§ 293 StGB)

## Organisationen und Verbände
siehe Kategorie:Organisation (Fischerei)